# Кудиев, Мутао Гаджиевич
Мутао Гаджиевич Кудиев (род. 16 февраля 1989 года) — российский тренер по вольной борьбе, рекордсмен России, Заслуженный тренер России.

## Биография
Мутао Кудиев, родился и вырос в селе Тад-Магитль, Ахвахского района. С раннего возраста начал заниматься вольной борьбой.
В 2006 году перебрался в город Хасавюрт, где продолжил заниматься вольной борьбой в Училище Олимпийского резерва под руководством Мирзаева Абдурахмана Ильясовича.
В 2012 году в связи с травмой был вынужден оставить спорт, и спустя год перешел на тренерскую деятельность в СДЮСШОР им. Шамиля Умаханова.
В 2017 году получил высшую квалификационную категорию.
Является личным тренером по вольной борьбе Сурдлимпийского чемпиона и бойца UFC — Аскара Аскарова.

## Награды и звания
- В 2017 году получил почетное звание Заслуженный тренер России.[3]
- В 2019 году установил рекорд России, как самый молодой Заслуженный тренер России.[4]

## Социальные сети
- Официальная страница в Instagram: muskhab_coach